# Sōtarō Yasunaga
Sōtarō Yasunaga (安永聡太郎?, Yasunaga Sōtarō; Ube, 20 aprile 1976) è un ex calciatore e allenatore di calcio giapponese.

## Carriera

### Calciatore

#### Club
Formatosi nelle rappresentative calcistiche del Kamiube Jr.HS prima e della Shimizu Commercial HS poi, Yasunaga venne ingaggiato nel 1995 dal Yokohama Marinos, società in cui militò sino al 1998, ad esclusione della stagione 1997-1998 trascorsa in prestito agli spagnoli del Lleida e con cui ottenne il quinto posto della Segunda División spagnola.
Durante la sua militanza nei Marinos Yasunaga vinse la J. League 1995.
Nella stagione 1999 passa allo Shimizu S-Pulse, perdendo la finale di campionato contro il Júbilo Iwata. Con la squadra di Shimizu Yasunaga vinse la Coppa delle Coppe dell'AFC 1999-2000 e la Supercoppa del Giappone 2001.
Nel corso del 2001 Yasunaga passa al Yokohama F·Marinos, nuova denominazione dei Yokohama Marinos a seguito della fusione con i Yokohama Flügels nel 1999.
Con i F·Marinos Yasunaga vinse la Coppa J. League 2001 ed i campionati 2003 e 2004.
La militanza nel club di Yokohama fu interrotta da un ritorno in Spagna, in prestito al Racing Ferrol, militante nella Segunda División 2002-2003, esperienza conclusasi con la retrocessione del club galiziano in terza serie.
Nella stagione 2005 passa al Kashiwa Reysol, società con cui retrocede in cadetteria

#### Nazionale
Yasunaga partecipò con la nazionale Under-20 di calcio del Giappone al campionato mondiale di calcio Under-20 1995, raggiungendo i quarti di finale della competizione.

### Allenatore
Dal 2016 diventa l'allenatore del Sagamihara.

## Palmarès

### Competizioni internazionali
- Coppa delle Coppe dell'AFC: 1

Shimizu S-Pulse: 1999-2000

### Competizioni nazionali
- Campionato giapponese: 3

Yokohama F·Marinos: 1995, 2003, 2004
- Supercoppa giapponese: 1

Shimizu S-Pulse: 2001
- Coppa J. League: 1

Yokohama F·Marinos: 2001